# Herbera de la Creu
Herbera de la Creu és una cabana de l'Esquirol (Osona) inclosa a l'Inventari del Patrimoni Arquitectònic de Catalunya.

## Descripció
Cabana coberta a dues vessants amb el carener perpendicular a la façana orientada a migdia. Consta de planta baixa i primer pis. La façana presenta un gran portal d'arc de mig punt i els murs laterals són continguts per dos contraforts, un a cada costat. A ponent presenta uns graons de pedra que menen al primer pis, el terra d'aquest pis és de fusta i la teulada és sostinguda per grans cavalls, també de fusta. Els murs de llevant i tramuntana són cecs. És construïda amb pedra de color blavós unida amb morter de calç i fusta. L'estat de conservació és bo i és una edificació de gran bellesa per la seva simplicitat estructural.

## Història
La cabana de la Creu, com el mas, està situada sota el cingle d'Aiats i la seva història va unida a la del mas Caselles. La Creu, junt amb la Cabreta és una de les masoveries del mas Caselles el qual el trobem documentat en el fogatge de 1553 de la parròquia i terme de Sant Julià de Cabrera. No tenim cap element ni data constructiva del mas o de l'Herbera que ens permetin datar la seva construcció.